# Парламентские выборы в Литве (2020)
Парламентские выборы в Литве состоялись 11 и 25 октября 2020 года. На них избирался 141 депутат Сейма Литовский Республики: 71 по мажоритарной системе абсолютного большинства и 70 по пропорциональной системе в едином национальном округе.

В связи с пандемией коронавируса COVID-19, явка на парламентских выборах 2020 года имели второй наихудший показатель с момента восстановления независимости в 1990 году (худшая явка была в 2004 году).  

## Избирательная система
Сейм состоит из одной палаты, включающей 141 депутата Сейма, избираемых на четырехлетний срок параллельным голосованием, 71 член избирается по одномандатным округам, а 70 оставшихся членов избираются по пропорциональной системе. Голосовать на выборах могут все граждане Литвы, достигшие 18-летнего возраста.
Члены парламента в 71 одномандатном округе избираются абсолютным большинством голосов, при необходимости второй тур проводится в течение 15 дней. Остальные 70 мест распределяются между участвующими политическими партиями с использованием метода наибольшего остатка.
Для участия в распределении мандатов партиям необходимо преодолеть 5%-й барьер (7% для блоков). Партии получают мандаты пропорционально количеству полученных голосов. Избиратели помимо голосования за партию могут отдать предпочтение определенным кандидатам из списка, что влияет на распределение мандатов.
Кандидаты должны иметь возраст не менее 25 лет на день голосования, не иметь иностранного гражданства и постоянно проживать на территории Литвы. Лица, отбывающие или которые должны отбыть наказание по приговору суда, вынесенному в течение 65 дней до дня выборов, не имеют права баллотироваться. Также не могут баллотироваться судьи, граждане, проходящие военную службу, и военнослужащие профессиональной военной службы. Кроме того, не может быть избрано лицо, отстраненное от должности в порядке импичмента.

## Ситуация до выборов
На выборах 2016 года неожиданную победу одержал Союз крестьян и зеленых Литвы, которые получили 54 депутатских мандата, в том числе победив в половине одномандатных округов. Правительство Сквернялиса было сформировано Союзом крестьян и зеленых, а также Социально-демократической партией Литвы (LSDP). В 2017 году из-за разногласий по поводу формирования правительства Социально-демократическая партия Литвы раскололась. Некоторые ее депутаты сформировали Социал-демократическую трудовую партию Литвы (LSDDP) в которую вошли члены Партии труда. Не имея поддержки в парламенте, правительство заключило соглашение о сотрудничестве с партией «Порядок и справедливость» в 2018 году. После президентских выборов 2019 года к правительственной коалиции присоединились Избирательная акция поляков Литвы — Союз христианских семей и «Порядок и справедливость». Позднее в том же году «Порядок и справедливость» был исключен из коалиции.
Предложение уменьшить количество депутатов Сейма со 141 до 121 провалилось на референдуме в мае 2019 года. В том же году Рамунас Карбаускис и Наглис Путейкис инициировали законопроект об уменьшении проходного барьера для партий с 5% до 3%, однако наложенное Президентом Литвы вето не позволило принять изменения.
В 2020 году произошло изменение границ избирательных округов: один округ был добавлен в Вильнюсе, один округ был убран в Каунасе. Также появился округ для избирателей, проживающих за рубежом, а сельские округа были увеличены.

## Влияние COVID-19 на выборы
В связи с пандемией COVID-19 Центральная избирательная комиссия предложила продлить досрочное голосование (четыре дня вместо двух). Во время второго тура специальные избирательные участки для избирателей, находящихся на самоизоляции, были открыты в Вильнюсском, Каунасском, Шяуляйском и Расейнском районах.
За несколько дней до второго тура, 21 октября 2020 года, литовские муниципалитеты были разделены на зеленые, желтые и красные "зоны риска" с обязательным ношением масок и ограничение количества лиц в помещениях.

## Кандидаты и партии
Свою кандидатуру на выборах по одномандатным округам выдвинули 758 человек.
По пропорциональной системе за места боролись 17 партий:
- Путь мужества;
- Свобода и справедливость;
- Партия свободы;
- Народная партия;
- Союз Отечества — Литовские христианские демократы;
- Литовская партия центра;
- Национальное объединение;
- Избирательная акция поляков Литвы — Союз христианских семей;
- Социал-демократическая трудовая партия Литвы;
- Союз солидарности поколений — единство для Литвы;
- Литва — для всех;
- Либеральное движение Литовской Республики;
- Союз крестьян и зелёных Литвы;
- Литовская партия зелёных;
- Христианский союз;
- Партия труда;
- Социал-демократическая партия Литвы.

## Результаты
| |                                                             |                      |                      |                      |                                    |                                    |                                    |                                    |                                    |                                    |            |              |  |  |
| Партия                                                                                               | Партия                                                      | По партийным спискам | По партийным спискам | По партийным спискам | По одномандатным округам (1-й тур) | По одномандатным округам (1-й тур) | По одномандатным округам (1-й тур) | По одномандатным округам (2-й тур) | По одномандатным округам (2-й тур) | По одномандатным округам (2-й тур) | Всего мест | +/-          |  |  |
| Партия                                                                                               | Партия                                                      | Голосов              | %                    | Мест                 | Голосов                            | %                                  | Мест                               | Голосов                            | %                                  | Мест                               | Всего мест | +/-          |  |  |
| | Союз Отечества — Литовские христианские демократы           | 292 124              | 25,77                | 23                   | 268 919                            | 24,16                              | 1                                  | 356 599                            | 40,17                              | 26                                 | 50         | ▲ 19         |  |  |
| | Союз крестьян и зелёных Литвы                               | 204 791              | 18,07                | 16                   | 169 370                            | 15,22                              | 0                                  | 209 718                            | 23,62                              | 16                                 | 32         | ▼ 22         |  |  |
| | Партия труда                                                | 110 773              | 9,77                 | 9                    | 88 408                             | 7,94                               | 0                                  | 8077                               | 0,91                               | 1                                  | 10         | ▲ 8          |  |  |
| | Социал-демократическая партия Литвы                         | 108 649              | 9,58                 | 8                    | 130 851                            | 11,76                              | 0                                  | 75 561                             | 8,51                               | 5                                  | 13         | ▼ 4          |  |  |
| | Партия свободы                                              | 107 093              | 9,45                 | 8                    | 72 046                             | 6,47                               | 0                                  | 72 288                             | 8,14                               | 3                                  | 11         | новая партия |  |  |
| | Движение либералов                                          | 79 755               | 7,04                 | 6                    | 103 238                            | 9,28                               | 0                                  | 60 841                             | 6,85                               | 7                                  | 13         | ▼ 1          |  |  |
| | Избирательная акция поляков Литвы — Союз христианских семей | 56 386               | 4,97                 | 0                    | 53 007                             | 4,76                               | 2                                  | 14 837                             | 1,67                               | 1                                  | 3          | ▼ 5          |  |  |
| | Социал-демократическая трудовая партия Литвы                | 37 197               | 3,28                 | 0                    | 51 923                             | 4,67                               | 0                                  | 26 199                             | 2,95                               | 3                                  | 3          | новая партия |  |  |
| | Литовская партия центра                                     | 26 769               | 2,36                 | 0                    | 20 468                             | 1,84                               | 0                                  | 5405                               | 0,61                               | 0                                  | 0          | ▼ 1          |  |  |
| | Национальное объединение                                    | 25 098               | 2,21                 | 0                    | 14 938                             | 1,34                               | 0                                  |                                    |                                    |                                    | 0          | новая партия |  |  |
| | Свобода и справедливость                                    | 23 355               | 2,06                 | 0                    | 28 641                             | 2,57                               | 0                                  | 9631                               | 1,07                               | 1                                  | 1          | новая партия |  |  |
| | Литовская партия зелёных                                    | 19 303               | 1,70                 | 0                    | 35 205                             | 3,16                               | 0                                  | 6648                               | 0,75                               | 1                                  | 1          | ▬            |  |  |
| | Путь мужества                                               | 13 337               | 1,18                 | 0                    | 2573                               | 0,23                               | 0                                  |                                    |                                    |                                    | 0          | ▬            |  |  |
| | Литва — для всех                                            | 11 352               | 1,00                 | 0                    | 7917                               | 0,71                               | 0                                  |                                    |                                    |                                    | 0          | новая партия |  |  |
| | Христианский союз                                           | 8825                 | 0,78                 | 0                    | 17 433                             | 1,57                               | 0                                  |                                    |                                    |                                    | 0          | новая партия |  |  |
| | Союз солидарности поколений — единство для Литвы            | 5808                 | 0,51                 | 0                    | 2753                               | 0,25                               | 0                                  |                                    |                                    |                                    | 0          | новая партия |  |  |
| | Народная партия                                             | 2946                 | 0,26                 | 0                    | 1087                               | 0,10                               | 0                                  |                                    |                                    |                                    | 0          | ▬            |  |  |
| | Литовский список                                            |                      |                      |                      | 1043                               | 0,09                               | 0                                  |                                    |                                    |                                    | 0          | ▼ 1          |  |  |
| | Независимые кандидаты                                       |                      |                      |                      | 43 083                             | 3,87                               | 0                                  | 41 938                             | 4,72                               | 4                                  | 4          | ▬            |  |  |
| Всего                                                                                                | Всего                                                       | 1 133 561            | 100,00               | 70                   | 1 112 903                          | 100,00                             | 3                                  | 887 742                            | 100,00                             | 68                                 | 141        | ▬            |  |  |
| |                                                             |                      |                      |                      |                                    |                                    |                                    |                                    |                                    |                                    |            |              |  |  |
| Действительных голосов                                                                               | Действительных голосов                                      | 1 133 561            | 96,47                |                      | 1 112 903                          | 94,74                              |                                    | 887 742                            | 96,03                              |                                    |            |              |  |  |
| Недействительных голосов                                                                             | Недействительных голосов                                    | 41 465               | 3,53                 |                      | 61 822                             | 5,26                               |                                    | 36 667                             | 3,97                               |                                    |            |              |  |  |
| Всего голосов                                                                                        | Всего голосов                                               | 1 175 026            | 100,00               |                      | 1 174 725                          | 100,00                             |                                    | 924 409                            | 100,00                             |                                    |            |              |  |  |
| Зарегистрировано избирателей / Явка                                                                  | Зарегистрировано избирателей / Явка                         | 2 457 722            | 47,81                |                      | 2 457 722                          | 47,80                              |                                    | 2 355 726                          | 39,24                              |                                    |            |              |  |  |
| Источник: Центральная избирательная комиссия Литвы Архивная копия от 27 июня 2021 на Wayback Machine |                                                             |                      |                      |                      |                                    |                                    |                                    |                                    |                                    |                                    |            |              |  |  |

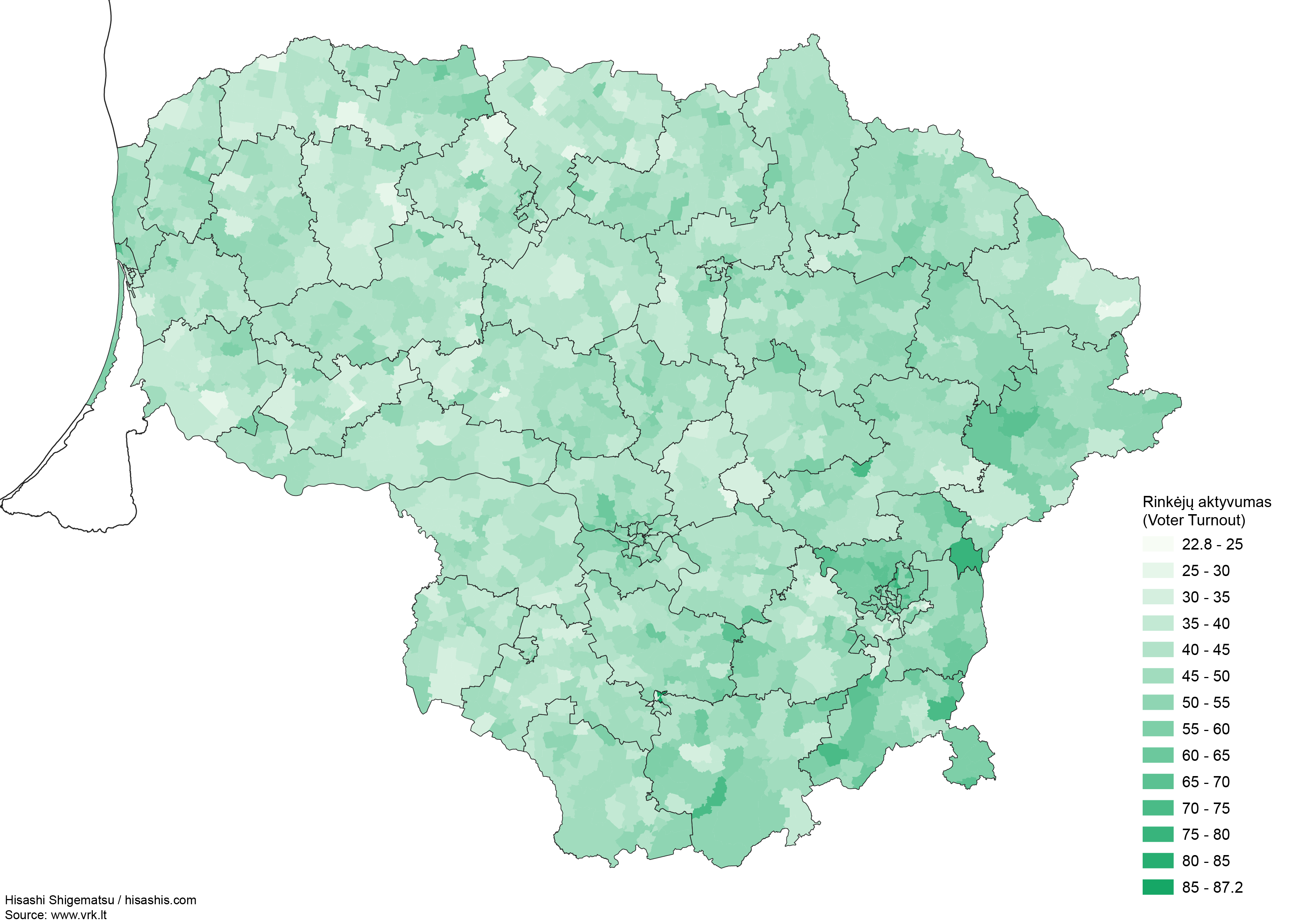
Явка избирателей в первом туре по избирательным округам
Полученные мандаты в первом туре в одномандатных округах
Лидеры после первого тура в одномандатных округах
Полученные мандаты после двух туров в одномандатных округах

### Преференциальное голосования
Кроме голосования за партию, избиратели могли отдать предпочтение кандидатам из партийного списка.
| Партия                                            | Место в списке | Кандидат                      | Голосов |
| ------------------------------------------------- | -------------- | ----------------------------- | ------- |
| Союз Отечества — Литовские христианские демократы | 1              | Ингрида Шимоните              | 155 814 |
| Союз Отечества — Литовские христианские демократы | 2              | Габриэлюс Ландсбергис         | 94 890  |
| Союз крестьян и зелёных Литвы                     | 1              | Саулюс Сквернялис             | 80 344  |
| Союз крестьян и зелёных Литвы                     | 2              | Рамунас Карбаускис            | 66 484  |
| Союз Отечества — Литовские христианские демократы | 4              | Радвиле Моркунайте-Микуленене | 62 990  |
| Союз Отечества — Литовские христианские демократы | 7              | Агне Билотайте                | 59 792  |
| Союз крестьян и зелёных Литвы                     | 3              | Аурелиюс Верига               | 56 032  |
| Партия свободы                                    | 1              | Аушрине Армонайте             | 54 098  |
| Союз Отечества — Литовские христианские демократы | 3              | Лауринас Кащюнас              | 46 403  |
| Социал-демократическая партия Литвы               | 1              | Гинтаутас Палуцкас            | 38 350  |

## Опросы общественного мнения

### Графическое резюме
На диаграмме ниже показаны опросы общественного мнения, проведенные в преддверии следующих парламентских выборов Литвы.

## Анализ
Союз Отечества — Литовские христианские демократы вновь получили большинство голосов по партийным спискам, а также более успешно выступили в одномандатных округах, что суммарно позволило получить на 19 мест больше в Сейме. В целом СО-ЛХД получили наибольшее количество мест и голосов с 1996 года. Все партии, входившие в правительственную коалицию до выборов (Союз крестьян и зелёных Литвы, Социально-демократическая трудовая партия Литвы и Избирательная акция поляков Литвы — Союз христианских семей) потеряли депутатские мандаты. При этом Союз крестьян и зелёных Литвы лишился 40% своих мест.
Избирательная акция поляков Литвы — Союз христианских семей не смогла преодолеть 5% барьер впервые с 2008 года. Социально-демократическая партия потеряла еще 4 места, что стало худшим результатом по этому показателю с 1992 года, а по полученному количеству голосов — с 1996 года. Для Партии свободы выборы прошли успешно: получено 11 мандатов при том, что партия отделилась от Либерального движения менее чем за 2 года до выборов. Партия труда, потерпевшая неудачу на выборах 2016 года, вернула позиции и получила 8 мест.
Союз Отечества — Литовские христианские демократы, Либеральное движение и Партия свободы получили наибольшую поддержку в городах. Так, в Вильнюсе и Каунасе эти три партии суммарно набрали 52% и 50% голосов соответственно.
Явка в первом туре составила 47,8%, во втором — 38,6%.
В 51 одномандатном избирательном округе (Утяна) во втором туре оба кандидата (Эдмундас Пупинис из Союза Отечества и Гинтаутас Палуцкас от социал-демократов) получили одинаковое количество голосов. После пересчета голосов Центральной избирательной комиссией победителем был признан Пупинис с результатом 7078 голосов против 7072 за Палуцкаса.

## Итоги
Так как ни одна партия не смогла получить большинства мест (71), необходимо было формирование правительственной коалиции. Уже 15 октября лидеры Союза Отечества, Либерального движения и Партии свободы выпустили совместное заявление о номинировании Ингриды Шимоните на должность премьер-министра Литвы.
9 ноября 2020 года было заключено коалиционное соглашение между тремя партиями. 13 ноября 2020 года Виктория Чмилите-Нильсен из Либерального движения была избрана спикером Сейма. 24 ноября 2020 года Ингрида Шимоните была назначена премьер-министром Литвы.